# La Noria, Atzalan
La Noria är en ort i Mexiko.   Den ligger i kommunen Atzalan och delstaten Veracruz, i den sydöstra delen av landet, 220 km öster om huvudstaden Mexico City. La Noria ligger 499 meter över havet och antalet invånare är 207.
Terrängen runt La Noria är lite bergig, och sluttar norrut. Runt La Noria är det ganska tätbefolkat, med 100 invånare per kvadratkilometer. Närmaste större samhälle är Martínez de la Torre, 17,1 km norr om La Noria. I omgivningarna runt La Noria växer i huvudsak städsegrön lövskog.